# Геологія Чернігівської області
Більша частина території Чернігівської області перебуває у межах одного з найбільших геоструктурних елементів, які визначають тектонічне районування України - Дніпро́всько-Доне́цької запа́дини (ДДЗ), але на північному сході чатково зачіпає Воронезьку антеклізу. У складі ДДЗ на території Чернігівської області виділяють окремі геологічні структури, зокрема, Ніжинську депресію, Срібнянську депресію та ін.

## Ресурси
Загальнодержавне значення мають запаси високоякісних кварцових пісків (Ріпкинський район) та нафти. Нафтогазоконденсатні родовища засереджені в Ічнянському (Монастирищенське нафтове родовище
Тростянецьке нафтове родовище), Прилуцькому (Малодівицьке нафтове родовище), Варвинському (Леляківське нафтогазоконденсатне родовище, Гнідинцівське нафтогазоконденсатне родовище), Талалаївському районах (Ромашівське нафтове родовище) і входять до Дніпровсько-Донецької нафтогазоносної області.
Велике промислове значення мають родовища крейди у Новгород-Сіверському районі (зокрема, значний економічний потенціал має Путивський крейдяний кар’єр) та цегельної сировини по всій території області. Налічується близько 15 родовищ глин, придатних для виготовлення черепиці, кахлі, гончарних виробів і виробів художньої кераміки.
На території області відкрито єдине в Україні родовище бішофіту (Новоподільське, Ічнянського району) — унікальне за своїми запасами і лікувальними якостями.
Також серед офіційних шахт на Чернігівській області працює видобувний центр Замглайське по видобуванню торфу, що здійснюється у межах Замглайської болотної системи, розташованої на межиріччі  Дніпра і Десни.

## Гідрогеологія
Водні ресурси області включають підземні води, водні системи річок, озер, боліт та ін. гідрологічних об’єктів.
У центральній частині Чернігівської області поширені джерела мінеральних вод, що мають значний туристичний та рекреаційний потенціал. Зокрема, у Менському районі виявлено мінералізовану питну лікувально-столову воду. Внаслідок видобутку кварцових пісків на території Ріпкинського району утворилась система водойм, відомих під назвою Голубі озера.

## Галерея

Знак на Гнідинцівській площі — пам'ятка початку видобутку нафти у 1959 р.
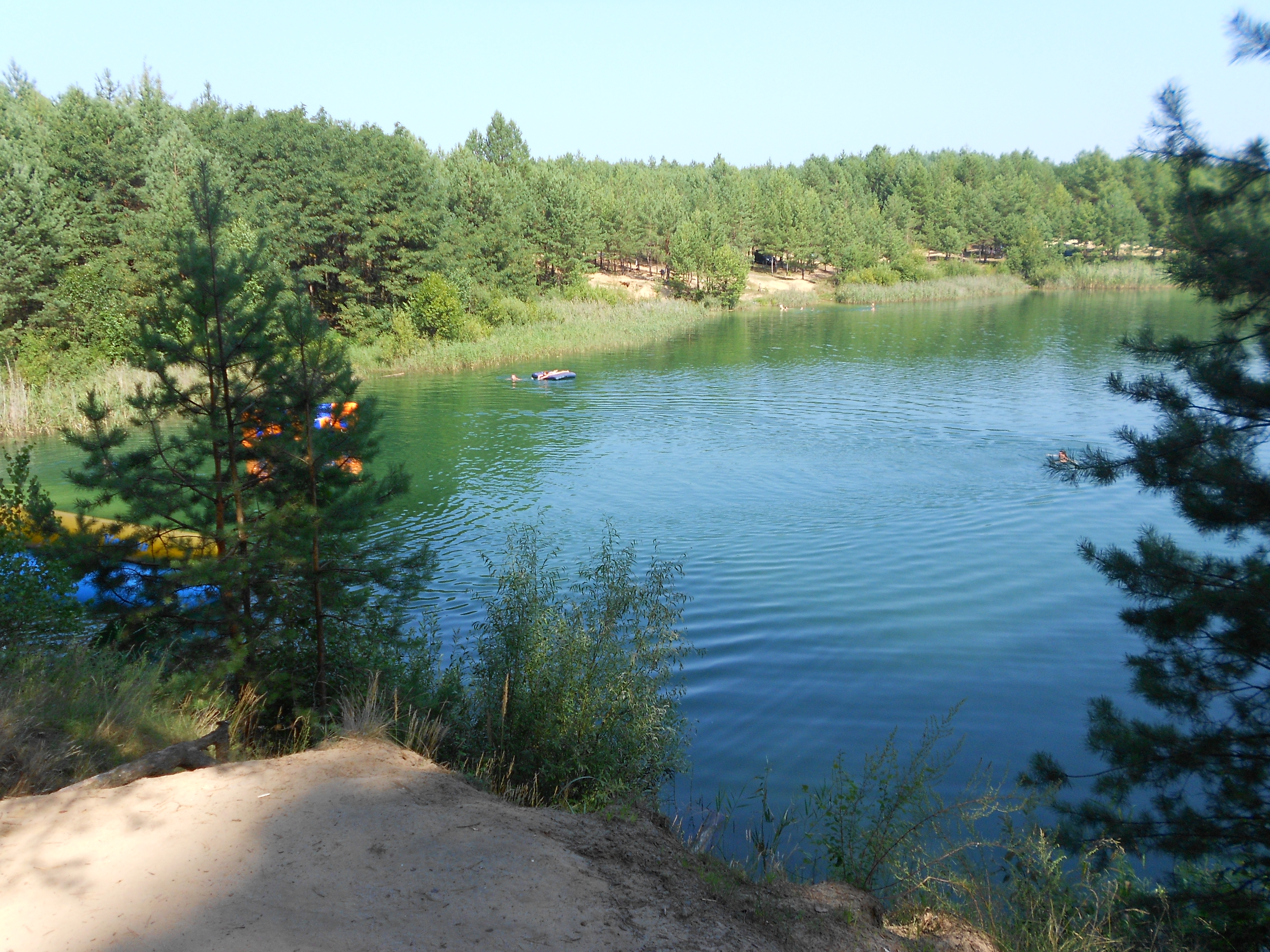
озеро Велике, Голубі озера, 2013, Чернігівщина, станція Грибова Рудня